# Praefectus annonae
Een praefectus annonae was een Romeins functionaris die aangesteld werd om toezicht te houden op de graanvoorraad van Rome en bevoegd was om prijzen vast te stellen waartegen het graan verkocht kon worden.

## Ten tijde van de Romeinse Republiek
In de Republikeinse tijd was de praefectus annonae geen reguliere magistraat die elk jaar weer opnieuw verkozen werd: hij werd slechts ten tijde van buitengewone schaarste aangesteld. In 439 v.Chr., als gevolg van de noodtoestand die opgetreden was in Rome door de herhaaldelijk aanvallen van de Aequi en Volsci, werd voor het eerst over gegaan tot een dergelijke benoeming.

## Tijdens het Principaat
Onder Augustus was Rome uitgegroeid tot een stad van circa 1 miljoen inwoners. Het merendeel van de bevolking was afhankelijk van graanuitdelingen (frumentatio) om in leven te blijven. Het is bekend dat zo'n 200.000 tot 250.000 mannelijke burgers in aanmerking kwamen voor dit door de staat gesubsidieerde graan om hun gezin te kunnen voeden. Het totale aantal personen (mannen, vrouwen en kinderen) dat zodoende aan hun voedsel kwamen, moet ergens tussen de 600.000 - 700.000 gelegen hebben. Om te kunnen voldoen aan de vraag moest per maand ten minste 80.000 ton graan beschikbaar zijn om uit te delen.
Tijdens het bewind van Augustus werd Rome meerdere malen getroffen door ernstige graantekorten. De hongersnoden die hiermee gepaard gingen, leidde ertoe dat Augustus de hele graan bevoorrading en distributie reorganiseerde. Een van de resultaten van deze hervormingen was dat het ambt van praefectus annonae voortaan een permanente functie werd, die alleen bekleed kon worden door een persoon afkomstig uit de ordo equester.

## Voetnoten
1. ↑  Livius, IV 12.
2. ↑  Cassius Dio, LII 24.